# Mitóza
Mitóza (mitotické dělení) je typ buněčného dělení, jehož úkolem je zajistit rovnoměrné předání nezredukované genetické informace dceřiným buňkám. Při mitóze předchází samotnému rozdělení buňky složitý proces rozdělení buněčného jádra, při kterém zůstává v dceřiných jádrech zachován počet chromozomů.
V rámci buněčného cyklu předchází mitóze tzv. S fáze, během které je za pomoci replikace zdvojena genetická informace, aby mohlo dojít k jejímu rozdělení (je třeba zdůraznit, že nejde o zvýšení počtu chromozomů, ale o dosyntetizování párových chromatid na chromozomech), a G2 fáze, během které buňka roste a provádí poslední přípravu před mitózou. Po mitóze následuje G1 fáze (alias postmitotické období), během níž se realizuje genetická informace buňky a syntetizují se bílkoviny a RNA. Hruběji lze buněčný cyklus rozdělit na mitózu a interfázi.
Mitóza sama může sloužit jak k budování mnohobuněčného organismu, tak k tzv. nepohlavnímu rozmnožování (u jednobuněčných a primitivnějších mnohobuněčných organismů). Produktem takovéhoto rozmnožování jsou geneticky identické buňky či organismy – klony. Výhodou je praktičnost a efektivnost takovéhoto množení, nevýhodou je uniformita potomstva.

## Průběh a fáze mitózy

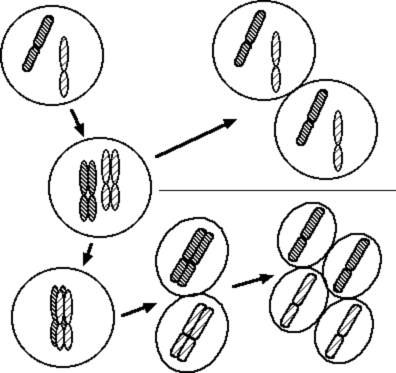
Homologní chromozómy při mitóze (nahoře) a meióze (dole)

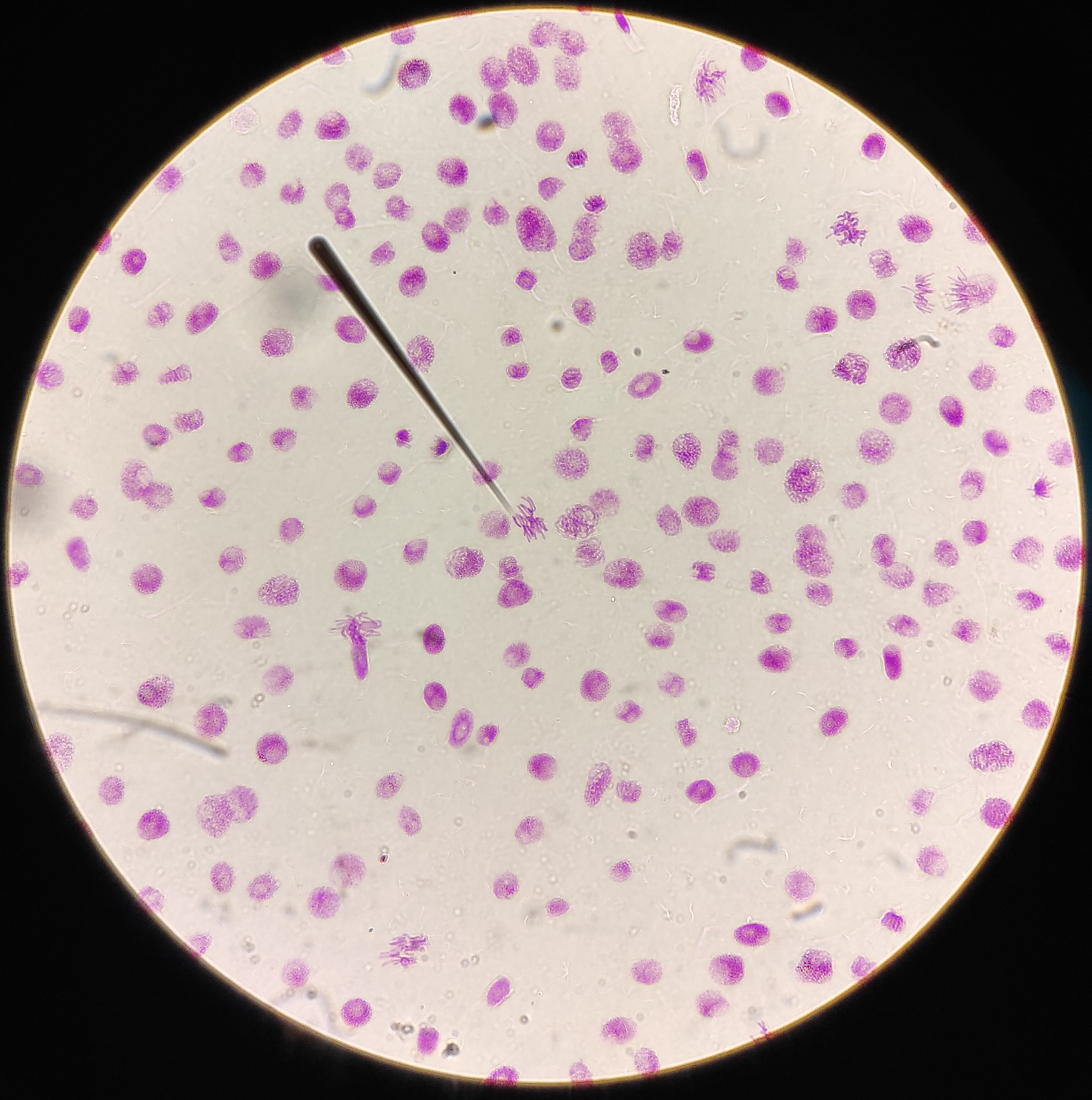
Mitóza v buňkách kořenové špičky cibule (Allium cepa L.)

### Profáze
Během této fáze dochází ke spiralizaci vláken DNA a diferenciaci chromozomů, u kterých jsou patrné dvě chromatidy. V závěru této fáze se rozpadá jaderná membrána (přesněji řečeno, včlení se do membránového systému endoplazmatického retikula) a chromozomy se rozptylují v cytoplazmě buňky.
Pokud je v buněčné plazmě obsažen centrozom, rozdělí se a takto rozdělené centrozomy se začnou vzdalovat a vytvářet dělicí vřeténko.

### Metafáze
Chromozomy se seskupují v ekvatoriální rovině buňky a vzniká tak charakteristická metafázová destička (chromozomy jsou tvořeny dvěma chromatidami a spojeny centromerou). Tato fáze je nejvhodnější pro pozorování chromozomů a cytogenetická vyšetření.
Pokud buňka obsahuje dělicí vřeténko, je již plně vyvinuta.

### Anafáze
Chromozomy jsou v oblasti centromer napojeny na vlákna vycházející z opačných pólů dělicího vřeténka. Centromera se rozpadá na dvě části a chromozomy se rozpadají na dvě chromatidy, které jsou přitahovány k opačným pólům buňky.

### Telofáze
Chromatidy jsou nahloučeny u buněčných pólů a despiralizují se, vytváří se kolem nich jaderná membrána. Na konci telofáze dochází k zaškrcení buňky a vzniku dvou dceřiných buněk, z nichž každá má jedno nové jádro. Následně buňka vstupuje do G1 fáze, případně (jde-li o již terminálně diferencovanou, dále se nedělící buňku) může vstoupit do G0 fáze. V takovém případě jejich buněčný cyklus končí – buňka plní svoji funkční úlohu, stárne a umírá. V určitých případech je ovšem možno docílit zvratu a převést buňku z G0 fáze do G1 fáze a přimět ji k novému dělení.

## Mezi mitózami
Část buněčného cyklu mezi dvěma mitózami se nazývá interfáze. V ní existuje jádro ohraničené jadernou membránou, mezi tímto jádrem a cytoplazmou dochází k řízené látkové výměně. V jádře je patrné jadérko. Chromozomy jsou despiralizované, dochází k duplikaci DNA (tvorba druhé chromatidy).